# Estrutura multifuncional
Estrutura multifuncional é um compósito. A abordagem tradicional para o desenvolvimento de estruturas é trata a função de carregamento de cargas e outros requerimentos funcionais de forma separada. Recentemente, no entanto, tem havido interesse crescente no desenvolvimento de estruturas e materiais que suportam carga, e ainda possuem a função integral de não suportar carga, guiados por descobertas recentes sobre como sistemas biológicos multifuncionais funcionam.

## Introdução
Com materiais estruturados convencionalmente, tem sido difícil obter aprimoramentos simultâneos em estruturas multifuncionais, mas o uso crescente de compósitos é uma resposta para o potencial que tais melhorias podem acarretar. As multifunções podem variar de mecânicas para função elétricas e térmicas. O uso mais amplo de compósitos está na matriz de polímeros, que é, tipicamente, um condutor pobre. Uma das possibilidade de aumentar a condutividade é através do reforço dos compósito com nanotubos de carbono.

## Funções
Entre as diversas funções que podem ser alcançadas, temos a condutividade térmica, condutividade elétrica, sensoriamento e atuação, armazenamento e colheita de energia, capacidade de autorregeneração, Proteção contra interferência eletromagnética, reciclabilidade e biodegradabilidade. Ver também Material com gradação funcional (MGF), que são compósitos onde a composição ou microestrutura sofrem variação locais, por isso uma certa diferenciação da propriedades do material é encontrada. Entretanto, MGFs podem ser projetados para aplicações e funções específicas.

## Aplicações
- Claytrônica. Futuramente com potencial para chegar ao FAX 3d
- Estruturas inteligentes para aeronaves[5] é uma das diversas aplicações.